# Sayward (Columbia Britannica)
Sayward è un villaggio della provincia canadese della Columbia Britannica, nel Distretto regionale di Strathcona.  È situato nella costa orientale dell'isola di Vancouver settentrionale, ed è raggiungibile tramite una strada asfaltata chiamata Sayward Road.
Secondo il censimento del 2024, il villaggio ha 363 abitanti.

## Origini del nome
Il nome ''Sayward'' deriva da William Parsons Sayward, un commerciante di legname di successo nato a il 9 dicembre del 1818, a Maine, negli Stati Uniti.

## Cultura

### Istruzione
Il villaggio ha una sola scuola, la Sayward Elementary/Junior Secondary School.